# Arbeitsgericht Neuwied
Das Arbeitsgericht Neuwied war ein preußisches Gericht der Arbeitsgerichtsbarkeit mit Sitz in Neuwied.

## Geschichte
Gemäß Arbeitsgerichtsgesetz vom 23. Dezember 1926 wurden in Deutschland Arbeitsgerichte gebildet. Diese waren nur in der ersten Instanz organisatorisch selbstständige Gerichte, die Landesarbeitsgerichte waren den Landgerichten zugeordnet. Am Landgericht Frankfurt am Main entstand so 1927 das Landesarbeitsgericht Frankfurt am Main als eines von drei Landesarbeitsgerichten im Bezirk des Oberlandesgerichtes Frankfurt am Main. In Neuwied entstand das Arbeitsgericht Neuwied. Sein Sprengel umfasste den Bezirk der Amtsgerichte Andernach, Asbach, Dierdorf, Höhr-Grenzhausen, Linz, Neuwied und Selters sowie den Landgemeinden Kärlich, Kettig, Mühlheim, Urmitz und Weißenthurm. Es bestand eine gemeinsame Kammer für Arbeiter und Angestellte und eine Kammer für Handwerk.
Nach der Besetzung Deutschlands durch die Alliierten wurden 1945 zunächst alle Gerichte geschlossen. Die ordentlichen Gerichte wurden schon bald wieder eröffnet, während die Arbeitsgerichte zunächst nicht wieder eingerichtet wurden, so dass arbeitsgerichtliche Streitigkeiten von den ordentlichen Gerichten erledigt werden mussten. Gemäß Kontrollratsgesetz 21 vom 30. März 1946 sollten in Deutschland Arbeitsgerichte aufgebaut werden. Mit Präsidialerlass vom 25. Juli 1946 sollten 10 Arbeitsgericht in Rheinland-Pfalz eingerichtet werden, darunter das in Neuwied. Dies wurde jedoch nicht umgesetzt, da die Voraussetzung fehlten. Unter anderem bestanden noch keine Arbeitgeberverbände. Mit dem Gesetz zur Errichtung von Arbeitsgerichten und das Verfahren in Arbeitsgerichtsstreitigkeiten vom 6. November 1847 sowie der Landesverfügung über die Errichtung der Arbeitsgerichte und die örtliche Abgrenzug der Arbeitsgerichtsbezirke vom 15. März 1948 wurde eine neue Rechtsgrundlage geschaffen. Das Arbeitsgericht Neuwied entstand so neu und war für folgenden Gerichtsbezirk zuständig: Die Kreise Landkreis Neuwied, Landkreis Mayen, Landkreis Ahrweiler und Unterwesterwaldkreis sowie die Orte Kärlich, Kettig, Mühlheim, Urmitz und Weißenthurm. Am 1. August 1948 nahm das Gericht seine Arbeit auf. Seinen Sitz hatte es zunächst in der Friedrichstraße 45. Es zog danach noch fünf Mal um, zuletzt 1988 in die Bahnhofstraße 15
Durch das Erste Landesgesetz zur Verwaltungsvereinfachung vom 28. Juli 1966 wurde das Arbeitsgericht Neuwied aufgehoben und sein Sprengel dem Arbeitsgericht Koblenz zugeschlagen. In Neuwied bestehen seitdem die auswärtigen Kammern des Arbeitsgerichtes Koblenz.